# 文鶴棒球場
仁川SSG登陸者棒球場（：／ Incheon SSG laendeoseu pildeu */?），是韓國的一座棒球場，位於仁川廣域市彌鄒忽區，於2002年落成啟用。

## 历史
球場啟用當時名為仁川文鶴體育場棒球場（인천문학경기장 야구장），簡稱文鶴棒球場（문학야구장），同時做為SK飛龍的主場。2015年由SK飛龍取得冠名權，更名為仁川SK幸福Dream球場（인천 SK 행복드림구장）。2021年1月，SK飛龍球隊賣給新世界百貨，球隊更名為SSG登陸者，球場隨之更為現名。

## 外部連結
- 文鶴棒球場在台灣棒球維基館上的頁面（繁體中文）